# Omdurman
Omdurman (ook wel Omdoerman) (أم درمان) is de grootste stad van Soedan. De stad ligt op de linkeroever van de Nijl, tegenover de hoofdstad Khartoem. Omdurman is het commerciële centrum van Soedan en maakt deel uit van het hoofdstedelijk gebied, Greater Khartoum, het industriële en culturele hart van het land. Anno 2007 wordt de bevolking van de stad geschat op 3,1 miljoen.
De belangrijkste industrieën in de stad zijn de leder-, aardewerk- en meubelproductie.
Omdurman is een woestijnstad die regelmatig geteisterd wordt door zandstormen (haboob).

## Geschiedenis
De westelijke oever van de Nijl, bij de samenvloeiing van de Witte en de Blauwe Nijl, wordt minstens al 8.000 jaar bewoond. In Omdurman zijn tal van archeologische vondsten gedaan die wijzen op vroegere bewoning.
In 1884 vestigde Mahdi Mohammed Ahmad zijn militair hoofdkwartier in het dorp Omdurman. Onder de opvolger van Mahdi, Khalifa Abdallahi, werd Omdurman de hoofdstad van Soedan. De Slag van Karari, die in 1898 nabij Omdurman plaatsvond, resulteerde in een verovering van de stad door het Anglo-Egyptisch leger van Lord Kitchener. Hoewel het grootste deel van de stad bij de strijd werd vernietigd, is het graf van Mahdi altijd bewaard gebleven. Het voormalige verblijf van de Khalifa is nu een museum.
In tegenstelling tot Khartoem dat gepland werd aangelegd, groeide Omdurman organisch zoals andere steden in West- en Noord-Afrika. De stad groeide snel en ontwikkelde zich als een belangrijke commerciële stad. Vooral na 1969 groeide de stad sterk. Dit gebeurde aanvankelijk in noordelijke richting langs de Nijl. Na 1989 groeide de stad ook naar het westen en het zuiden tot in voormalig landbouwgebied en werden bestaande dorpen opgeslokt. Westwaarts groeide de stad ook tot in de woestijn.

## Geboren
- Ismail al-Azhari (1900-1969), president
- Ibrahim el-Salahi (1930), kunstschilder en politicus